# تعزيز عصبي
التعزيز العصبي: يعني تعزيز القدرات المعرفية والوجدانية وتوسعتها عبر علم البيولوجيا العصبية عند الأشخاص السليمين غير المصابين بأي مرض نفسي. وبذلك، يغطي المصطلح كافة الطرق الدوائية وغير الدوائية التي تساهم في تحسين الوظائف المعرفية والوجدانية والحركية، بالإضافة للخطاب الأخلاقي القانوني المرافق لتلك الأهداف. يجب تقديم فوائد معرفية ووجدانية أو عاطفية تتجاوز الوظائف الطبيعية عند الأفراد الأصحاء بشكل موثوق؛ لكي يتأهل أي عامل ليكون معززًا عصبيًا، مع إحداثه آثار جانبية قليلة: غالبًا على مستوى النشاطات أو المواد القانونية شائعة الاستخدام، مثل الكافيين، والكحول، والحرمان من النوم.
تشمل العوامل المعززة العصبية الدوائية المنشطات الذهنية الموثوقة بشكل جيد، مثل راسيتام، وفينبوسيتين، وفوسفاتيديل سيرين، بالإضافة لأدوية أخرى تستخدم في علاج المرضى الذين يعانون من اضطرابات عصبية.
تشمل المقاييس غير الدوائية التنبيه الدماغي غير الغازي الذي يُطبق لتحسين العديد من الوظائف المعرفية والوجدانية، وواجهات الدماغ والحاسوب، التي تمثل إمكانيةً كبرى في توسيع مجموعة النشاطات الحركية والمعرفية المتاحة للبشر.
على الرغم من نجاح استقصاء العوامل المعززة العصبية الخاصة بالفرد عادةً في المجالات السريرية والتقنية، استُخدمت أيضًا باعتبارها محاولة لمساعدة الأشخاص الذين يعانون من ضعف في النشاطات المعرفية والحركية والوجدانية: على سبيل المثال: المهارات الاجتماعية والتعاطف. في تلك الحالة، تحاول الأدوية المعززة العصبية زيادة الأوكسايتوسين وتقليل مستويات الكورتيزول لمساعدة الأشخاص على تحسين مهارات التواصل والتفاعل الاجتماعي.

## دوائيًا

### مودافينيل
مودافينيل هو دواء داعم لليقظة يخفف من التعب، ويزيد التيقظ، ويقلل من النوم خلال اليوم، ويحسن المزاج. رُخص حاليًا المودافينيل من أجل معالجة مرضى مصابين باضطرابات مثل النوم القهري، وانقطاع النفس النومي، واضطراب النوم الناجم عن العمل بنظام الورديات. يبدو هذا الدواء واعدًا في معالجة الاكتئاب والاضطراب ثنائي القطب. يُستخدم مودافينيل حاليًا من قبل أفراد القوات الجوية للولايات المتحدة من أجل المهمات طويلة المدة في محاولة لتقليل التعب بين أفراد الطاقم الجوي. وأصبح أكثر شعبية بين عامة الناس. اعترف 8.8% من 1400 من القراء عبر استطلاع للرأي أُجرته مجلة نيتشر عبر الإنترنت باستخدامهم المودافينيل لأسباب غير طبية. إذ كانت أسباب استخدامهم زيادة التركيز على مهمة محددة أو مواجهة قلة النوم واضطرابات الرحلات الجوية الطويلة. أظهرت المقارنة بين مبيعات المودافينيل وعدد المرضى نسبة غير متجانسة، ما يشير للاستخدام التعسفي المفرط.
تشير التقارير لدور مودافينيل في تحسين الوظيفة التنفيذية عن الأفراد الأصحاء غير المحرومين من النوم، بالإضافة لإمكانية تحسين الانتباه والتعلم والذاكرة. تعتبر تأثيراته على الأفراد الذين عانوا حرمانًا من النوم أكثر دهشة من ذلك: تسبب جرعة وحيدة في تحسين اليقظة، والوظائف التنفيذية، والذاكرة. في حالة الحرمان من النوم المستمرة، يساعد تكرار تناول دواء مودافينيل الأفراد في الحفاظ على مستويات أعلى من اليقظة أكثر من الدواء الإيحائي، لكنه لا يساعد فيما يخص الانتباه والوظائف التنفيذية. بما أن معظم تلك التجارب قد طُبقت على العسكريين، يجب تطبيق المزيد من البحث حول تأثيرات مودافينيل على عامة السكان. قد يُضعف مودافينيل من قدرة المراقبة الذاتية. أشار اتجاه شائع وُجد في الدراسات البحثية أن المتطوعين صنفوا أدائهم في الاختبارات المعرفية بشكل أعلى مما كان عليه في الواقع، ما يشير لتأثير «الثقة المفرطة».
تزداد شعبية مودافينيل بين عامة السكان. هنالك دوافع مالية خاصة بالمصنعين أيضًا، بصرف النظر عن رغبة المستهلك في زيادة أداءه العصبي. يملك مودافينيل حصة في السوق تزيد عن 700 مليون دولار في السنة، ما يشير لدرجة عالية من الاستخدام دون وصفة. يعتبر مودافينيل أيضًا واحدًا من أسهل الأدوية المعززة العصبية المتاحة في الأسواق اليوم. يمكن شراءه من العديد من المواقع الإلكترونية -غالبًا من بلدان آسيوية- بالإضافة لأسواق الشبكة المظلمة. ظهرت شهرة مودافينيل لأول مرة عندما اخُتبرت بطلة العالم في الركض كيلي وايت لتشير النتيجة لإيجابية استخدامها دواء مودافينيل بشكل غير قانوني في بطولة العالم لألعاب القوى في عام 2003، ما أدى لخسارتها ميداليتيها الذهبيتين.

### ميثيل فينيدايت
ميثيل فينيدايت (إم بّي إتش) هو منبه يستخدم لمعالجة اضطراب نقص الانتباه مع فرط النشاط (إيه دي إتش دي). يعرف ميثيل فينيدايت بالإفراط في استخدامه التعسفي من قبل عامة السكان، خاصةً طلاب الجامعة. اعترف 12.4% من 1400 من قراء مجلة نيتشر في استطلاع رأي أجرته عبر الانترنت باستخدامهم للميثيل فينيدايت لأسباب غير طبية. استخدامهم كان لزيادة مستوى التركيز، ومواجهة النوم، واضطراب الرحلات الجوية الطويلة.
أظهرت مقارنة مبيعات ميثيل فينيدايت بعدد المرضى نسبة غير متجانسة، ما يشير للاستخدام التعسفي المفرط. يُعتقد أن ميثيل فينيدايت له تأثير إيجابي على استحصاف الذاكرة (تثبيت المعلومات في الذهن)، لكن لم تتمكن الدراسات من التحقق بشكل قاطع من ذلك الادعاء. لم تستطع تأكيد صحة الرأي الشعبي حول تحسين ميثيل فينيدايت للانتباه. أشارت الدراسات لتحسين ميثيل فينيدايت مهارات حل المشكلات. ومع ذلك، عندما أعيد إجراء تلك الدراسات لتكرار النتائج، حققت مجموعة الدواء الإيحائي معدلًا أعلى، ما يشير لاحتمال إضعاف ميثيل فينيدايت للأداء.
لا تكفي هذه النتائج السلبية بشكل عام وغير الحاسمة -حول تحسين الذاكرة- لاستخدام ميثيل فينيدايت لأسباب غير طبية. قد يمتلك المستخدمون دوافع أخرى غير التعزيز العصبي التي تدفعهم لاستخدامه دون وصفة، مثل التأثيرات الترفيهية والذاتية. تشير قلة النتائج، الإيجابية أو السلبية، أن جرعة 10-20 ملغ قد تكون منخفضة جدًا بالنسبة للدواء. يجب إجراء المزيد من الدراسات حول جرعات ميثيل فينيدايت المختلفة.

### ميمانتين
ميمانتين هو ناهض مستقبل إن إم دي إيه، يُستخدم في معالجة المرضى المصابين بمرض ألزهايمر المعتدل والشديد، لكنه يُستخدم أيضًا في التعزيز العصبي. لم تتمكن الدراسات الخاصة بالميمانتين من التحقق من قابلية التعزيز العصبي للدواء بشكل قاطع. وبما أن معظم هذه الدراسات كانت اختبارات جرعة وحيدة من الميمانتين، من الممكن أن تظهر هذه الأدوية بضعة تأثيرات فقط، إيجابية أو سلبية، بعد التناول المستمر. وحتى ذلك الوقت، ستبقى دراسات الجرعة الوحيدة من الميمانتين غير كافية لإظهار إمكانية الدواء الفعلية.

### دونيبيزيل
دونيبيزيل هو مثبط أستيل كولين أستراز (إيه سي إتش إي آي) يُستخدم لمعالجة مرضى ألزهايمر الخفيف والمعتدل. قد لا تكون العديد من مثبطات الأستيل كولين أستراز مواد تعزيز عصبي محتملة، لكن يعتبر الدونيبيزيل مثبط الأستيل كولين أستراز الأكثر شيوعًا واستخدامًا من قبل عامة السكان بسبب انتشار استخدامه الواسع في معالجة مرض ألزهايمر.
لم تتمكن معظم الدراسات الخاصة بالدونيبيزيل من التحقق من قابلية التعزيز العصبي للدواء بشكل قاطع. في تلك الدراسات، لوحظ تسجيل المشاركين الذين تناولوا الدونيبيزيل معدلات أعلى ممن تناول الدواء الإيحائي. يساعد الدونيبيزيل الأفراد في الحفاظ على المهام التدريبية، والذاكرة اللفظية، والذاكرة النوبية. في دراسات الحرمان من النوم، يمتلك الدونيبيزيل تأثيرًا إيجابيًا على المرضى الذين حُرموا من النوم لمدة 24 ساعة، في حين أنه لم يؤثر في المرضى المستقرين. استفاد المرضى المحرومون 24 ساعة من زيادة أداء الذاكرة والانتباه الذي قد يشكل ضعفًا في حالات الحرمان من النوم. ومع ذلك، شوهد ذلك التأثير فقط عند الأفراد الذين انخفض أداؤهم بشكل كبير بسبب الحرمان من النوم.